# Chiloglottis anaticeps
Chiloglottis anaticeps är en orkidéart som beskrevs av David Lloyd Jones. Chiloglottis anaticeps ingår i släktet Chiloglottis och familjen orkidéer. Inga underarter finns listade i Catalogue of Life.